# Formazione dei Metallica

## Attuale
- James Hetfield – voce, chitarra ritmica (1981-presente)
- Lars Ulrich – batteria (1981-presente)
- Kirk Hammett – chitarra solista, cori (1983-presente)
- Robert Trujillo – basso, cori (2003-presente)

## Ex componenti
- Dave Mustaine – chitarra solista (1981-1983)
- Ron McGovney – basso, cori (1981-1982)
- Cliff Burton – basso, cori (1982-1986)
- Jason Newsted – basso, cori (1986-2001)

## Turnisti
- Lloyd Grant – chitarra (1981)
- Brad Parker – chitarra (1981)[1]
- Jeff Warner – chitarra (1981)
- Sammy Dijon  – voce (1982)[2]
- John Marshall – chitarra ritmica (1986, 1992)
- Bob Rock – basso (2001-2003)